# Gurupá (ort)
Gurupá är en ort i Brasilien.   Den ligger i kommunen Gurupá och delstaten Pará, i den norra delen av landet, 1 600 km norr om huvudstaden Brasília. Gurupá ligger 4 meter över havet och antalet invånare är 6 461.
Terrängen runt Gurupá är mycket platt. Havet är nära Gurupá åt nordväst. Runt Gurupá är det mycket glesbefolkat, med 3 invånare per kvadratkilometer..
I omgivningarna runt Gurupá växer i huvudsak städsegrön lövskog.